# Porella laevigata
Porella laevigata là một loài rêu tản trong họ Porellaceae. Loài này được (Schrad.) Pfeiff. miêu tả khoa học lần đầu tiên năm 1855.